# 坦头窑遗址
坦头窑遗址是浙江省永嘉县一处唐代瓯窑的典型窑址，位于永嘉县三江街道龙下村东南山坡上，共发现两处窑址。1982年遗址在文物普查中发现，2017年5月至12月进行考古发掘，2019年成为第八批全国重点文物保护单位。